# قاي مانينغ (عازف قيثارة)
قاي مانينغ (بالإنجليزية: Guy Manning)‏ هو عازف قيثارة وكاتب أغاني بريطاني، ولد في 20 يناير 1957.

## وصلات خارجية
- الموقع الرسمي
- قاي مانينغ على موقع ميوزك برينز (الإنجليزية)
- قاي مانينغ على موقع ميوزك برينز (الإنجليزية)
- قاي مانينغ على موقع ديسكوغز (الإنجليزية)